# Istanbul Sapphire
Istambul Sapphire, ou Sapphire, é um arranha-céu localizado no distrito comercial central de Levent, em Istambul, Turquia. Foi o arranha-céu mais alto de Istambul e da Turquia entre 2010 e 2016 e o 4º edifício mais alto da Europa, quando sua construção foi concluída em 2010. O Sapphire tem 54 andares e uma altura de 238 metros, mas o edifício tem uma altura estrutural total de 261 metros, incluindo a sua torre, que faz parte do design e não é uma antena de rádio. Projetado por Tabanlıoğlu Architects, é um empreendimento de uso misto de residências comerciais e de luxo gerenciado por Kiler GYO.